# Italie 13

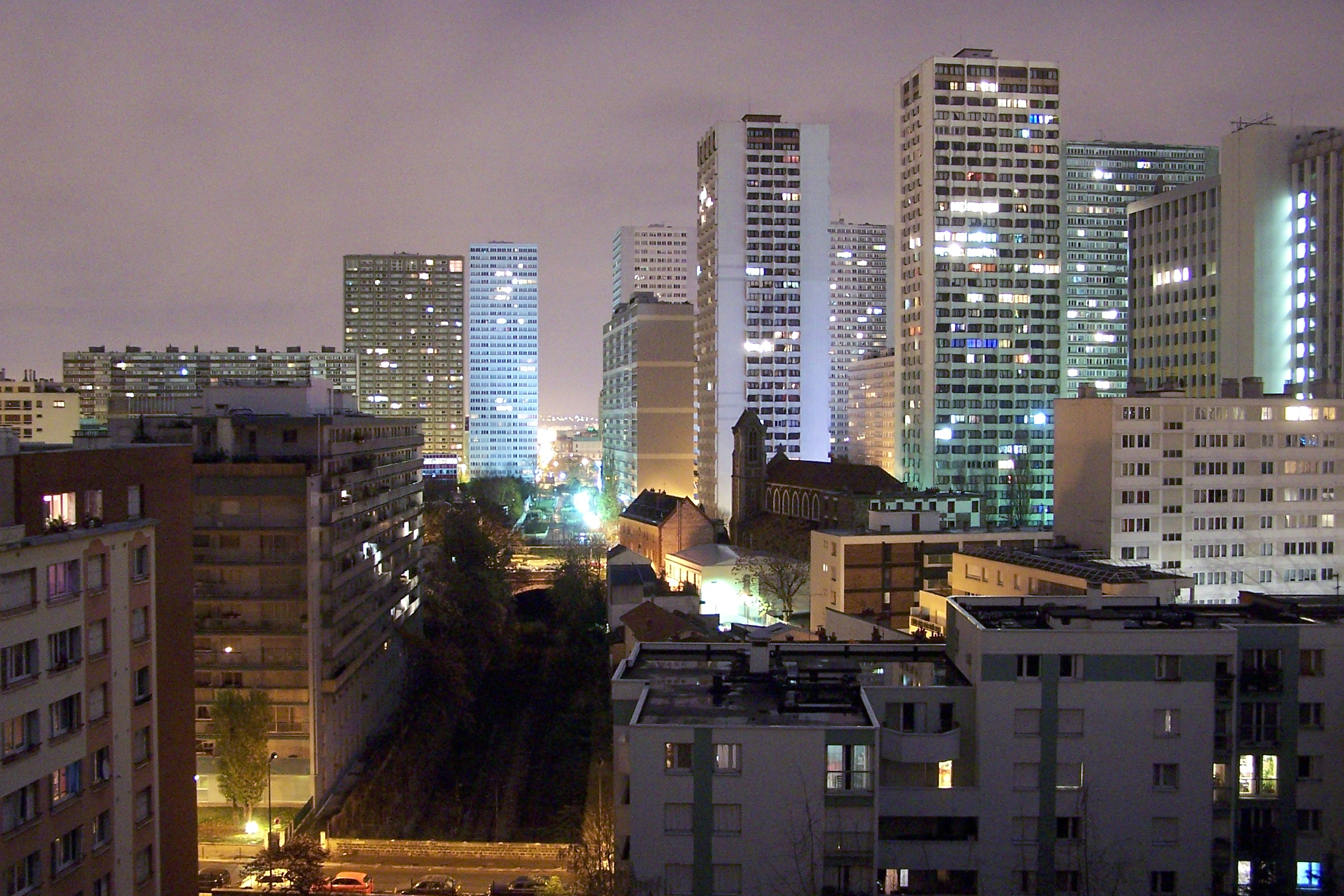
Veduta di Italie 13 da Place d'Italie.

Italie 13 (o Italie XIII ) è il nome di una vasta operazione urbanistica iniziata a Parigi negli anni Sessanta e interrotta a metà degli anni Settanta. Il suo obiettivo era trasformare radicalmente i quartieri del XIII arrondissement, intorno all'Avenue d'Italie da cui il progetto prese il nome. A questa operazione, in parte attuata, risalgono le numerose torri a sud del quartiere ed in particolare il Les Olympiades.

## La politica della tabula rasa
L'operazione Italie 13 fu una delle risposte proposte dagli urbanisti a una diagnosi spesso formulata da architetti e politici fin dall'inizio del XX secolo. I quartieri periferici di Parigi e soprattutto il XIII arrondissement comprendevano numerosi isolati ritenuti malsani o semplicemente "mal costruiti". La ristrutturazione di questi isolati, accuratamente elencati da Raymond Lopez (architetto consulente per la città di Parigi) e dal suo assistente Michel Holley, doveva essere fatta non da una semplice bonifica degli edifici, ma da una riorganizzazione complessiva di questi quartieri nello spirito della Carta di Atene di Le Corbusier:
- costruzione a molti piani per liberare spazio libero sul terreno e fornire agli appartamenti una luce migliore
- separazione delle funzioni: le corsie destinate al traffico veicolare pesante dovevano essere separate da quelle destinate al servizio locale o alla circolazione pedonale.

Altri principi di Le Corbusier, come quello dei parchi che circondano le torri, vennero però accantonati.
Il Plan d'urbanisme directeur (PUD), redatto nel 1959 e applicato nel 1961, riassumeva in poche parole la nuova concezione della città: "Il tessuto urbano non è più definito dalle strade, ma dall'ordine delle costruzioni, esse stesse guidate da considerazioni funzionali.". Il quartiere Les Olympiades illustrerà perfettamente questo programma.
Grazie al sostegno di un forte potere politico costituito dall'avvento della Quinta Repubblica, l'Operazione Italie 13 poté essere lanciata. Il Consiglio di Parigi la approvò il 13 gennaio 1966 e la affidò al settore privato. Avrebbe dovuto coprire un'area di 87 ettari tra Place d'Italie, Avenue de Choisy, rue de Tolbiac e rue Nationale, Boulevard des Maréchaux e parte dei quartieri Maison-Blanche e Butte-aux-Cailles su entrambi i lati dell'Avenue d'Italie. Si trattava di realizzare 16 400 unità abitative e 150 000 m² di spazi commerciali e uffici, oltre a scuole e piccoli giardini.
I numerosi relatori si riunirono nell'Atelier de Renovation Urbaine d'Italie 13 sotto la guida di Albert Ascher e Michel Holley. Le torri avrebbero dovuto essere tutte più o meno della stessa altezza: una trentina di piani. Holley riteneva che l'urbanistica delle torri, lungi dal creare una rottura traumatica con il passato, dovesse estendere l'antica tradizione parigina dell'unità di altezza dell'edificio. Dalla Place des Vosges ai principali viali haussmanniani, l'uniformità delle dimensioni era infatti un elemento essenziale del paesaggio parigino. Nel 2012 Michel Holley ha pubblicato le sue memorie e ha fornito una delle ragioni del suo contributo a questa nuova urbanistica:
Delle 55 torri inizialmente previste, circa 30 vennero costruite tra il 1969 e il 1977. La prima ad essere costruita nel settore, la torre Le Périscope (1965-69, architetto Maurice Novarina) fu un successo ancor prima dell'avvio dell'operazione. Le tredici torri del complesso Masséna vennero costruite sul terreno dell'ex stabilimento Panhard & Levassor, il cui unico edificio da conservare oggi ospita la sede di Gares & Connections (SNCF) e l'agenzia di architettura AREP. Le otto torri di Les Olymiades si trovano allo scalo merci di Gobelins. Mentre la torre per uffici Apogée ebbe la licenza edilizia annullata, l'isolato Galaxie, vicino a Place d'Italie, comprendeva quattro torri residenziali private. Le torri Antoine & Cléopâtre, Super-Italie e Chambord rimasero isolate, a differenza dei progetti originali.

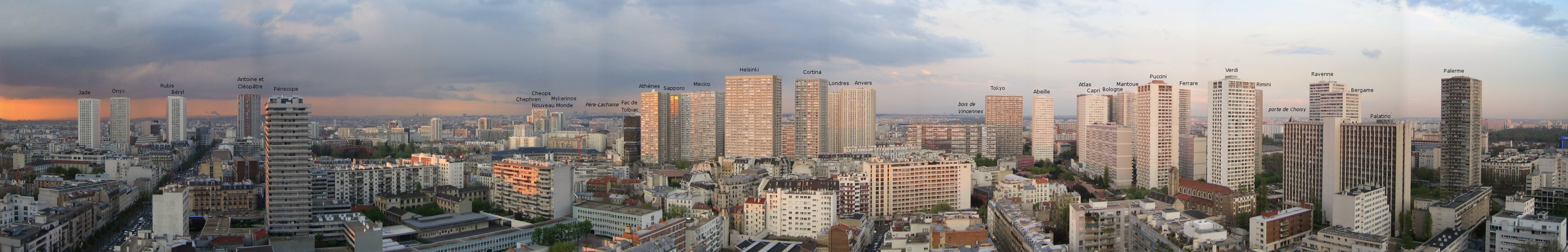
I tre quartieri principali delle torri, visti dalla torre Super-Italie, annotata con il nome delle torri, da sinistra a destra (l'isola Galaxie, le Olimpiadi e il complesso Masséna)

### Le Olimpiadi
Triangle de Choisy
     Les Olympiades

Mappa del Triangolo di Choisy e delle Olimpiadi, Parigi.
Triangle de Choisy
Les Olympiades

Les Olympiades (1969-1977) fu l'operazione immobiliare più emblematica delle teorie urbanistiche applicate al rinnovamento urbano nel settore Italie. Progettata dal capo architetto Michel Holley coadiuvato da André Martinat, questa "città nella città" comprendeva sei torri residenziali private (Sapporo, Messico, Atene, Helsinki, Cortina e Tokyo), due torri residenziali ILN (Londra e Anversa) e tre condomini rettangolari (Roma, Grenoble e Squaw Valley). In sette anni vennero costruite 3.400 abitazioni, oltre a negozi (galleria Mercure e centro commerciale di Oslo) e uffici. Tutti gli edifici portavano il nome di città che avevano ospitato le Olimpiadi invernali o estive, un'idea della società di promozione SGII, che aveva beneficiato dell'organizzazione delle Olimpiadi invernali nello stesso anno a Grenoble. Lo stadio, complesso polisportivo per consentire la pratica di una ventina di discipline, aveva infatti preso il posto del principale argomento di marketing durante la vendita di appartamenti in torri residenziali private, come testimoniano i dépliant pubblicitari. Ma il complesso, costituito da piscina e pista di pattinaggio, fu presto chiuso e rimase a lungo abbandonato, in tutto o in parte, con disappunto degli abitanti. Questa zona dello "Stadio" venne poi occupata da varie attrezzature: un bowling, una sala da squash, una sinagoga e una palestra privata. Ristrutturata e riabilitata, quest'area ospita oggi una palestra comunale polivalente.

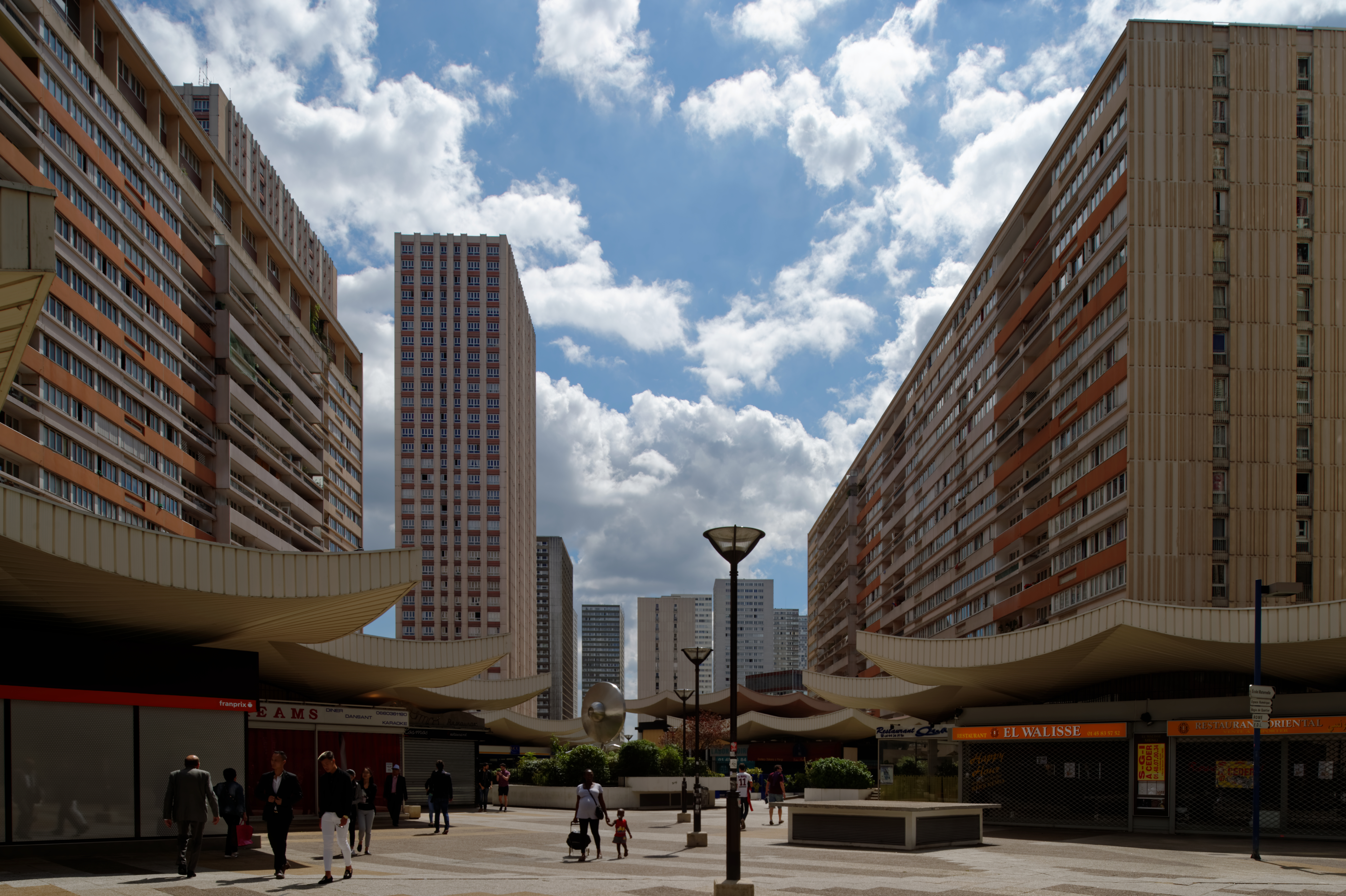
Parigi, XIII arrondissement, distretto Les Olympiades

Il complesso edilizio venne realizzato sul terreno dell'ex stazione merci di Gobelins (1903), collegata alla piccola circonvallazione ferroviaria di Parigi. In cambio della consegna di una nuova stazione interrata su due livelli, la SNCF cedette i diritti di costruire all'ufficio Public HLM di Parigi e alla Société de Nationale de Construction (SNC). Acquistata dalla banca Rothschild, questa società di opere strutturali cedette poi tutti i diritti edificatori corrispondenti alla parte privata dell'operazione alla SAGO (Société d'aménagement de l'îlot Gobelins Nord), soggetto giuridico dedito all'esercizio e controllato da Banca Rothschild. Solo il livello superiore della nuova stazione ospitava la ferrovia, mentre quello inferiore fungeva da magazzino. Venduta da SNCF a RFF nel 2005, la stazione, la cui attività ferroviaria era cessata nel 1992, è stata trasformata in una piattaforma logistica per il commercio asiatico. Ai due piani interrati della stazione si sovrappone un livello stradale sotterraneo (rue du Disque e rue du Javelot) che consente l'accesso ai vari edifici e parcheggi.

### L'isola Galaxie di fronte a Place d'Italie

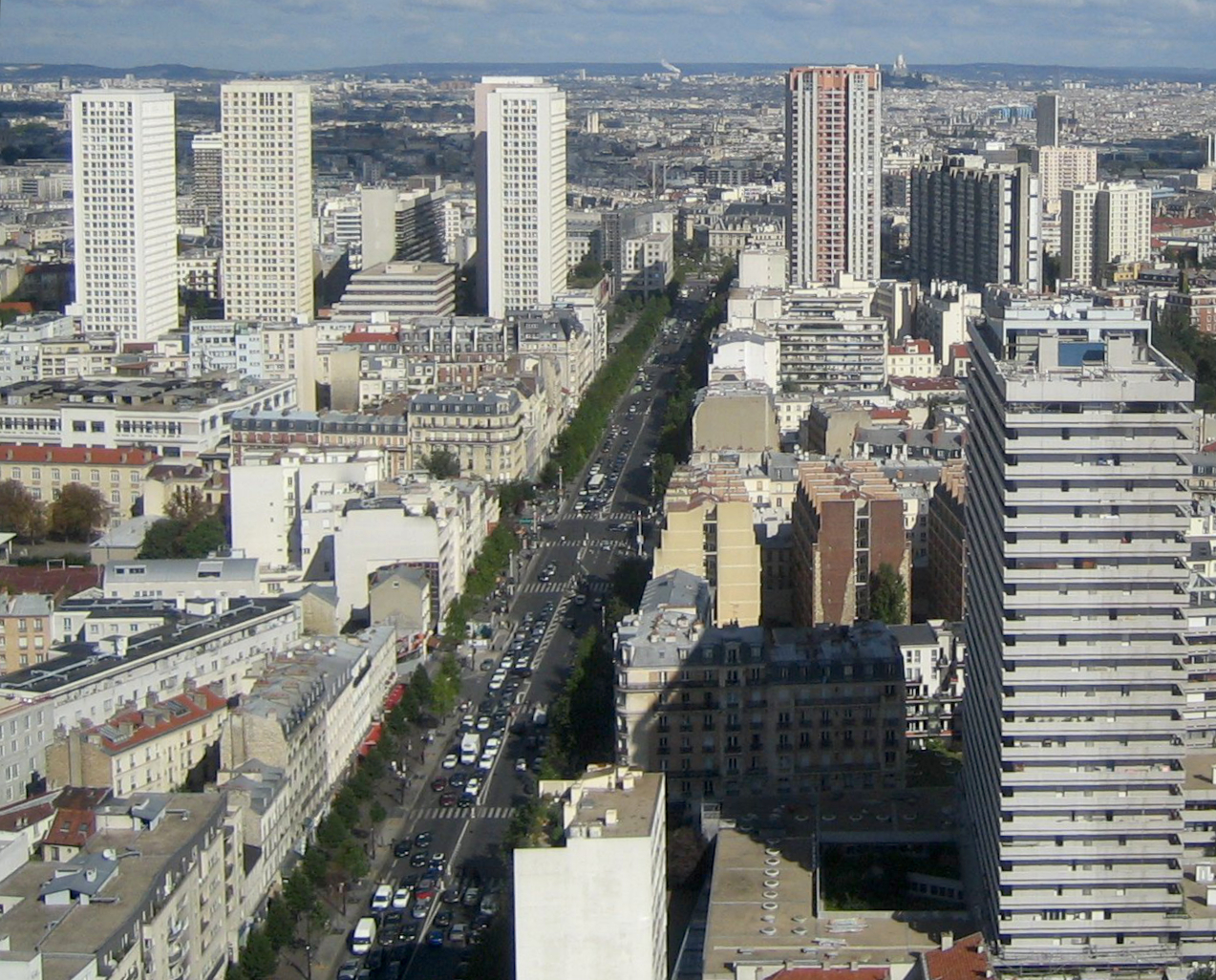
Da destra a sinistra: le Périscope (M. Novarina), Antoine-et-Cléopâtre (M. Holley) e le quattro torri del centro Galaxie.

Primo intervento avviato nell'ambito della ristrutturazione del settore Italie, il complesso Galaxie comprende 1.100 unità abitative dislocate su quattro torri che portano il lusinghiero nome di pietre semipreziose (Onice, Giada, Rubino e Berillo) e progettate dagli architetti Albert Ascher, Michel Holley, Gérald Brown-Sarda e Daniel Mikol) tra il 1970 e il 1977. Tra questi condomini e i vecchi quartieri di Place d'Italie, il complesso comprende anche un centro commerciale chiamato Galaxie, che è diventato Italie 2. Sopra questo centro commerciale doveva inizialmente sorgere un grattacielo, chiamato Tour Apogée, che si suppone dovesse essere l'edificio più alto di Parigi. Quest'ultimo elemento fu oggetto di numerose polemiche e progetti alternativi nella forma (ad esempio, la versione dell'agenzia americana Skidmore, Owings & Merril che culminava a 230 metri di altezza) o nella collocazione (era un tempo previsto all'altro punto finale dell'avenue d'Italie), prima di essere completamente abbandonato per decisione del Presidente della Repubblica, Valéry Giscard d'Estaing, che dopo l'inaugurazione della Tour Montparnasse pose fine a tutti i progetti di grattacieli di Parigi.
Dopo questi importanti progetti, bisognerà attendere l'inizio degli anni 1990 per vedere questo isolotto trasformarsi nuovamente con l'edificazione del complesso cinematografico Grand Écran Italie, allora il più grande schermo d'Europa, deciso dal sindaco della città Jacques Chirac nel 1986. Inaugurato il 12 giugno 1992, l'imponente edificio progettato dall'architetto giapponese Kenzō Tange, incoronato del Premio Pritzker (1987), si apre sulla Place d'Italie, di fronte al municipio del quartiere, con una monumentale facciata a cortina curva in vetro incorniciata da un arco in cemento e decorata con un campanile esterno multicolore che ospita diversi ascensori che collegano i 12 piani degli uffici al piazzale, mentre lungo l'avenue d'Italie corrono, su 3 livelli, dei centri commerciali.

### L'ensemble Masséna (Italie 1)
Questo distretto, che occupa l'ex sito delle fabbriche Panhard-Levassor, da Porte d'Ivry a rue Gandon, comprende da est a ovest:
- la villa d'Este
- il centro commerciale Massena 13
- il quartiere Porte de Choisy.

Le torri di questo quartiere si affacciano sulla strada e si integrano meglio nel tessuto urbano. Portano nomi di compositori o città italiane: Puccini, Palermo, Rimini...

### Altre costruzioni
A questo elenco vanno aggiunti alcuni edifici e operazioni isolate:
- all'83 avenue d'Italie: il Périscope (Maurice Novarina, 1971[5]), edificio di 20 piani con piscina e terrazza panoramica sul tetto.
- verso la Porte d'Italie: la torre Super-Italie, unica torre rotonda del quartiere (Maurice Novarina, 1974) e la torre Chambord ai margini del Boulevard Kellermann.
- lungo Boulevard Vincent-Auriol: vari gruppi di grattacieli tra cui tre torri che portano i nomi di Cheope, Chefren e Micerino per la loro forma leggermente piramidale alla base, accanto alle quali si erge una delle torri più originali di Parigi: la torre del Nuovo Mondo, le cui pareti sono decorate da bassorilievi per tutta la loro altezza.

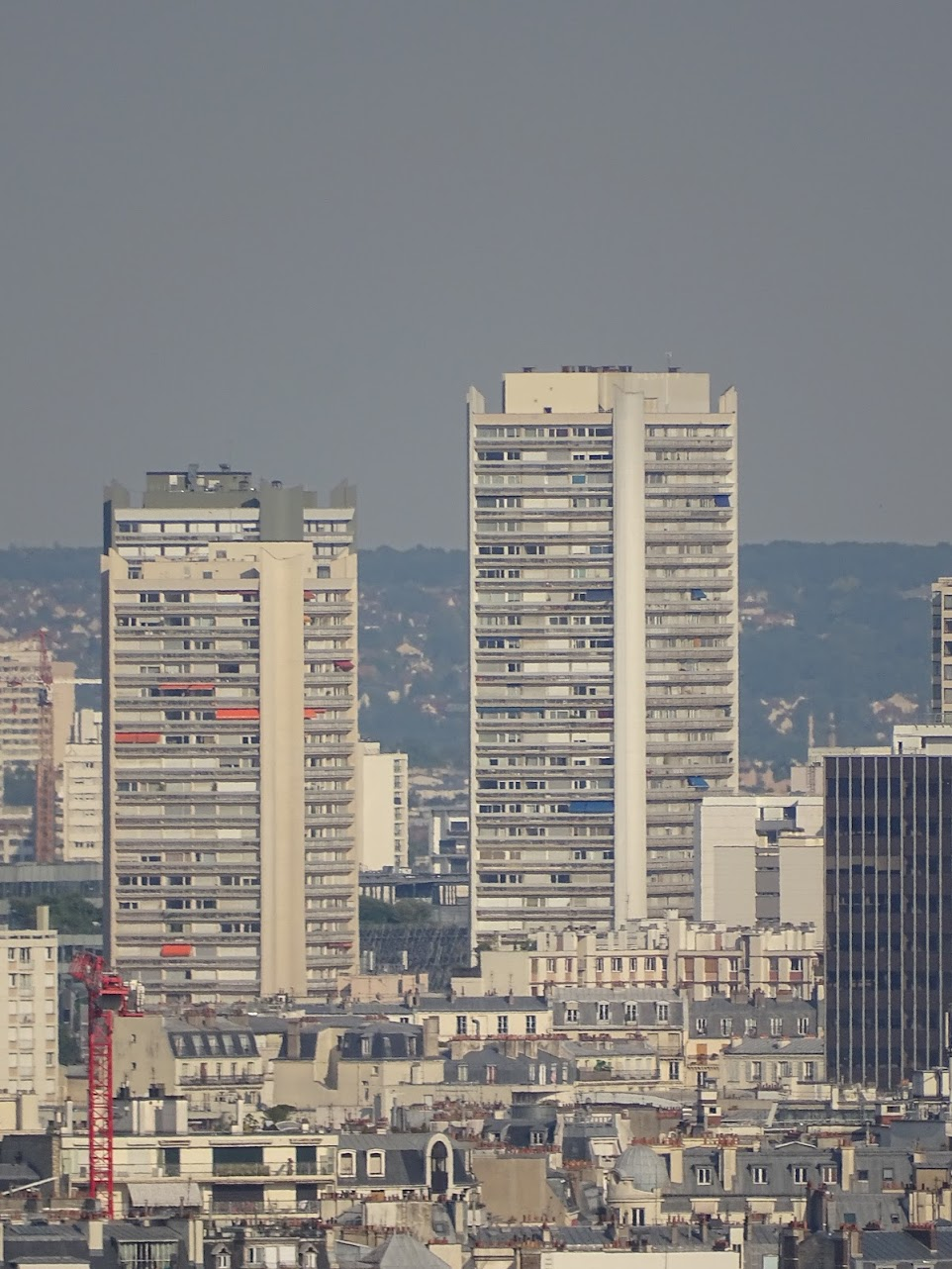
La Tour Chéops

## La fine dell'Italie 13 e il ritorno a una concezione più tradizionale della città
L'emergere delle torri fu accompagnato da un cambiamento nello stato d'animo della popolazione, che trovò eco tra i professionisti (indagini del Paris Urban Planning Workshop) e i politici. Nel 1974, il nuovo Presidente della Repubblica, Valéry Giscard d'Estaing, segnò la tappa di importanti interventi urbanistici nelle torri. L'operazione Italie 13 fu quindi attuata solo in parte. Le cause di questo relativo fallimento furono molteplici:
- il target, i dirigenti parigini, che lavoravano nella zona ovest di Parigi e La Défense, non erano stati attratti da torri troppo uniformi senza servizi a valore aggiunto;
- non c'èra la metropolitana nelle vicinanze, Tolbiac e Porte d'Ivry erano a 10 minuti a piedi. Solo due autobus servivano la zona;
- forte mix sociale, con barre HLM, riducendo l'attrattiva delle torri;
- costi molto elevati per i servizi necessari (antincendio e altri).

Difficile negare che la costruzione delle torri, un tempo vista come uno decisivo progresso, abbia difficilmente giovato all'immagine del XIII arrondissement, tanto più che edificate su un'altura, erano molto più visibili dal resto di Parigi delle torri del Front-de-Seine. Esteticamente, l'uniformità dei parallelepipedi parigini era sicuramente meno attraente, per i parigini, dell'esuberanza di Manhattan per i newyorkesi. Gli abitanti, dal canto loro, diedero un giudizio molto contrastante a seconda della torre in cui vivevano, perché la situazione variava notevolmente da un edificio all'altro in termini di attrezzature fornite, stato di manutenzione e organizzazione generale.
Tuttavia, il blocco di Les Olympiades aveva conservato le sue botteghe e non aveva l'aspetto di una spianata semideserta come il Front-de-Seine. L'arrivo di popolazioni asiatiche consentì probabilmente di preservare il dinamismo del distretto.
A causa del semi-fallimento di questo tipo di operazione, l'urbanistica decollò in Francia, e a Parigi in particolare, in una direzione molto più modesta.
La costruzione del quartiere "Hautes-Formes", su un terreno inizialmente destinato ad ospitare grattacieli situati vicino a Les Olympiades, ad opera dell'architetto Christian de Portzamparc, è un esempio spesso citato di questa "cucitura" tra la città verticale e la città più tradizionale.
L'operazione Paris Rive Gauche, a poche centinaia di metri da Les Olympiades, l'unica grande operazione urbana realizzata a Parigi dall'Italie 13, segnò su Avenue Pierre-Mendès-France il ritorno all'allineamento stradale e alla dimensione uniforme: la pietra da taglio di epoca haussmaniana aveva semplicemente lasciato il posto alla parete di vetro. Il patrimonio urbano, che il PUD riteneva di poter trascurare al di fuori del “perimetro sacro" dei primi sei arrondissement, era ora al centro dell'attenzione: mentre gli architetti degli anni 1960 progettavano di distruggere una stazione d'Orsay divenuta superflua, i loro successori degli anni 2000 hanno incorporato la maggior parte delle ultime vestigia del passato industriale (Grands Moulins de Paris, SUDAC e Les Frigos) nei nuovi quartieri del XXI secolo.

## Al cinema, alla radio e alla televisione

### Italie 13 al cinema
- Ultimo domicilio conosciuto (1970), film franco-italiano di José Giovanni con Lino Ventura. È stato girato negli edifici costruiti sul sito del vecchio isolotto nº 13: zona del XIII arrondissement situata intorno al Boulevard Auguste-Blanqui, la rue de la Santé e la rue de la Glacière.
- L'erede (1973), film di Philippe Labro con Jean-Paul Belmondo che fa visita a un giornalista in questo quartiere allora in costruzione.
- Trois tours et puis s'en vont (1977), documentario di André Voisin e Jacotte Chollet, interamente girato a Les Olympiades e prodotto da TF1.
- Il tempo delle mele (1980), film di Claude Pinoteau in cui Vic (Sophie Marceau) e i suoi amici si incontrano in un ristorante McDonald's situato nella zona di Les Olympiades.
- Viens chez moi, j'habite chez une copine (1981), film di Patrice Leconte dove Françoise, l'amico di Daniel (Bernard Giraudeau) lavora nel ristorante McDonald's della zona.
- My Curé chez les Thaïlandaises (1983), film di Robert Thomas, girato in parte a Les Olympiades, anche se la trama dovrebbe svolgersi in Thailandia.
- Réveillon chez Bob (1984), film di Denys Granier-Deferre.
- Pinot simple flic (1984), film di Gérard Jugnot, nella torre Super-Italie alla fine del film.
- Charlots Connection (1984), film di Jean Couturier con Les Charlots; I Charlot vanno in un ristorante asiatico situato a Les Olympiades.
- Augustin, roi du kung-fu (1999), film di Anne Fontaine la cui azione si svolge principalmente a Les Olympiades.
- Tanguy (2001), film di Étienne Chatiliez nello studio di Tanguy.
- Athens-Helsinki (2002), cortometraggio di Stéphane Allagnon. È stato girato interamente a Les Olympiades.
- Du jour au lendemain (2006), film di Philippe Le Guay con Benoît Poelvoorde (appartamento del protagonista).
- Paris, je t'aime (2006), cortometraggio di Christopher Doyle, al XIII arrondissement, girato a Les Olympiades.
- The Killer (2007), film di Cédric Anger, la maggior parte girato nel XIII arrondissement di Parigi.
- Stella (2008), film di Sylvie Verheyde girato a Les Olympiades.
- Monsieur Papa (2011), film di Kad Merad. Robert Pique (Kad Merad) vive lì.
- Holy Motors (2012), film di Leos Carax con Denis Lavant, scena di un omicidio girata nel seminterrato della stazione Olympiades.
- Pull la langue mademoiselle (2012), di Axelle Ropert, con Louise Bourgoin, Cédric Kahn, Laurent Stocker, che si svolge interamente a Les Olympiades e in avenue de Choisy.
- Victoria, di Justine Triet. Dall'appartamento di Victoria (Virginie Efira), situato nella torre Le Périscope, si vedono le torri de Les Olympiades.
- Gangsterdam (2017) di Romain Lévy (alcune scene sono state girate nella Mexico Tower).
- Nel film Made in China (2019), François, i cui genitori, cinesi, fuggiti attraverso il Vietnam e stabilitisi in questo quartiere asiatico di Parigi, viene a ritrovare i luoghi della sua infanzia e delle sue radici. Diverse scene si svolgono negli appartamenti di Italie 13 e sulla lastra de Les Olympiades.
- La Nuit venue di Frédéric Faroucci.

### TV e radio
- Commissario Navarro, serie televisiva, l'appartamento del commissario Navarro.
- La Gare engoutie, documentario radiofonico di Christophe Havard e Olivier Toulemonde, prodotto da Arte radio, sullo sfondo di Les Olympiades.
- Le Olimpiadi o collage urbano, documentario radiofonico di Camille Juza sulla cultura francese, 24 luglio 2016.